# قد رهيف
قد رهيف (الاسم العلمي: Cottus tenuis) (بالإنجليزية: slender sculpin)‏ هو نوع من الأسماك يتبع جنس القد من الفصيلة القديات.